# Iglesia de Nuestra Señora de la Asunción (Anchieta)

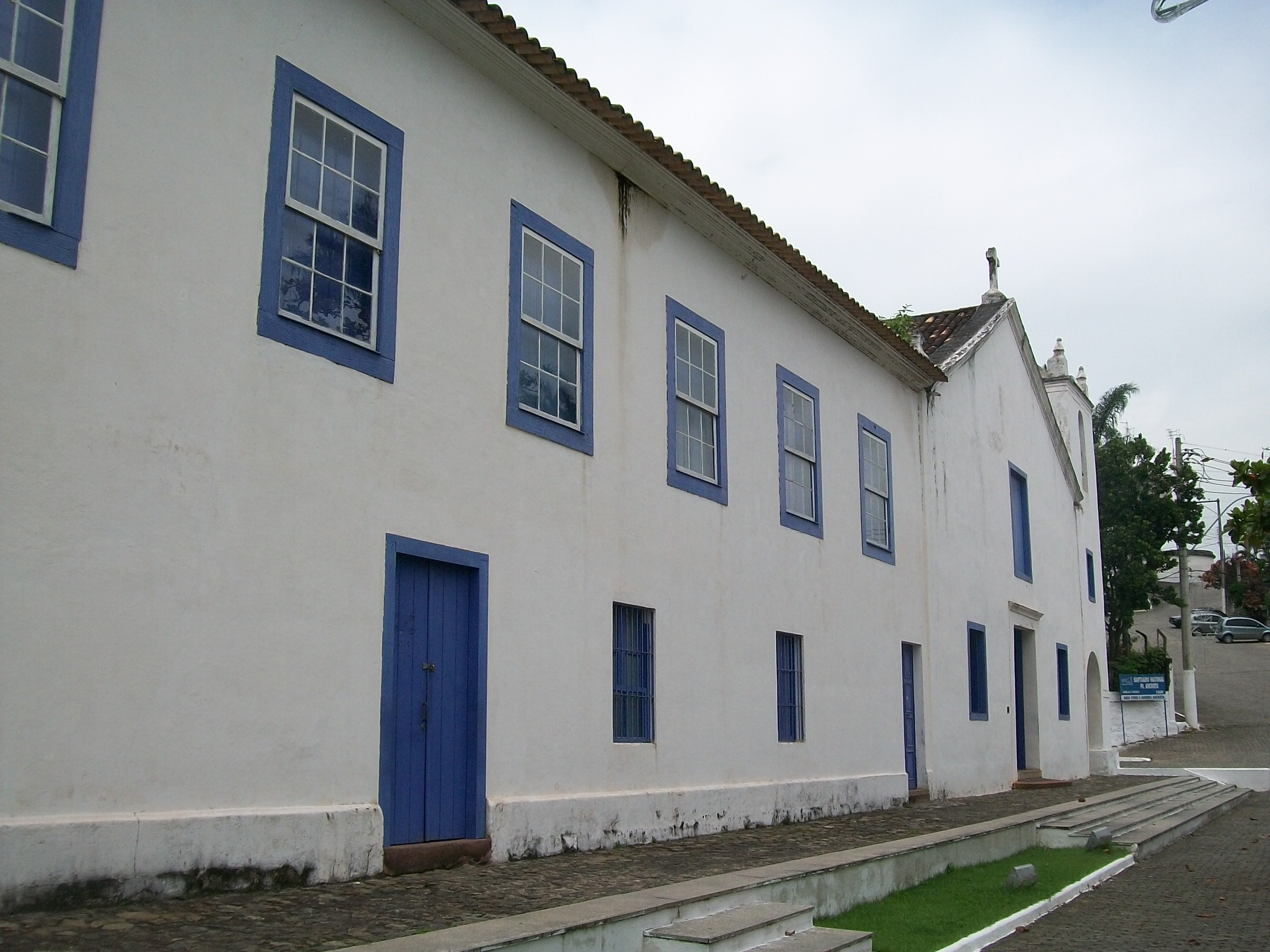
Fachada de la Iglesia de Nuestra Señora de la Asunción en Anchieta.

La Iglesia de Nuestra Señora de la Asunción es un templo católico localizado en el municipio de Anchieta, litoral sur de Espírito Santo. El conjunto de edificaciones es formado por la Iglesia de Nuestra Señora de la Asunción y la residencia.  La iglesia católica denominó el espacio como Santuario Nacional de San José de Anchieta debido a la canonización del Padre José de Anchieta en 2014, su declaración como compatrono de Brasil en 2015 y por haber sido el lugar escogido por el sacerdote para vivir sus últimos días.

## Historia
El edificio original fue construido en piedra y cal el año de 1579 por el Padre José de Anchieta, en la localidad de Reritiba, actual ciudad de Anchieta. Patrimonio de gran importancia histórica, cultural y religiosa, fue primordial en el proceso de catequesis de los indígenas de la Capitanía del Espírito Santo. En 1759, la aldea de Reritiba fue elevada a la condición de Villa de Benevente y en ese periodo el conjunto sufrió cambios significativos para adaptarse a la nueva realidad. En 1797, la Iglesia tuvo la sacristía demolida después de ser elevada la categoría de Matriz parroquial y en 1804, la residencia sufrió adaptaciones para poder servir de Cámara Municipal, cárcel pública, foro, aposentos del Juez de laVilla y vivienda parroquial. El siglo XIX, el patio interno y parte de las áreas sur y oeste fueron usadas como cementerio de la ciudad. En 1928, la residencia fue comprada por el obispo Don Helvécio y devuelta a los jesuitas para que continuaran la misión evangelizadora. En 21 de septiembre de 1943 el conjunto fue tombado por el Instituto del Patrimonio Histórico y Artístico Nacional (IPHAN) debido a las particularidades encontradas y importancia de imaginaria barroca. En 1965, en el local fue fundado el Museo Padre Anchieta.
En el periodo de enero de 1994 a junio de 1997, fue iniciado el Programa de Restablecimiento del Conjunto Jesuítico de Anchieta que posibilitó rescatar y recuperar las características originales del conjunto, así como las prospecciones arqueológicas.
El 24 de abril de 2015, durante la 53.ª Asamblea General de la Conferencia Nacional de Obispos de Brasil (CNBB), el templo fue declarado oficialmente Santuario Nacional de San José de Anchieta.